# Lillian Watson (Schwimmerin)
Lillian Debra „Pokey“ Watson (* 11. Juli 1950) ist eine ehemalige US-amerikanische Schwimmerin.
Ihre stärksten Strecken waren die 200 m Freistil und 200 m Rücken. Bei den Olympischen Spielen in Tokio wurde sie mit der USA-Staffel über 4 × 100 m Freistil Olympiasiegerin. Vier Jahre später bei den Spielen in Mexiko-Stadt gewann sie als erste Schwimmerin die Goldmedaille über 200 m Rücken.
Im Jahr 1984 wurde sie in die International Swimming Hall of Fame aufgenommen.
Watson war mit dem Schwimmer und Sportmediziner Allen Richardson († 2003) verheiratet und hat drei Kinder.